# Jhong
Jhong é uma aldeia e um village development committee (lit.: "comité de desenvolvimento de aldeia") do distrito de Mustang, da zona de Dhaulagiri da região Oeste do Nepal. Em 2011 tinha 253 habitantes e 85 residências.
A aldeia está alcandorada a 3 600 metros de altitude na vertente norte do Jhong Khola, um ribeiro que desagua no Kali Gandaki em Kagbeni, situada alguns quilómetros a oeste. Do outro lado do Jhong Khola, a sudoeste, ergue-se a aldeia-fortaleza de Jharkot e a sudeste, igualmente no lado oposto do vale, encontra-se Muktinath.
O village development committee tem as seguintes aldeias:
- Chhyongur (3 700 m)
- Jhong (3 594 m)
- Putak (3 420 m)